# Брэнди Тейлор
Брэнди Тейлор (англ. Brandy Talore, род. 2 февраля 1982 года) — американская порноактриса.

## Биография
Брэнди Тейлор выросла в муниципалитете Геноя (англ. Genoa) расположенном в пригороде Толидо, штат Огайо. Здесь она пошла в школу. Брэнди росла как настоящий томбой (девочка-сорванец), играла в софтбол, была чирлидером .
Вскоре после 20 лет она родила первого ребёнка. Ради денег приняла участие в нескольких эротических фотосессиях для сайтов, рекламирующих автомобили. Затем Брэнди начала работать стриптизёршей, взяв себе псевдоним Брэнди Тейлор (англ. Brandy Taylor). Когда она перешла к карьере эротической модели, Брэнди обнаружила, что сайт под её новым именем уже занят, и изменила свою фамилию с Taylor на Talore. При различном написании, фамилия звучала почти одинаково.
С 2004 года Брэнди Тейлор начала сниматься в порнофильмах, удостоверившись, что её семья примет выбор такого рода деятельности.
Первым порнофильмом с участием актрисы, стала лента компании Digital Sin, её первым партнёром в жанре XXX стал Бен Инглиш.
С самого начала карьеры актрисы фильмов для взрослых, Брэнди Тейлор отказывается от участия в сценах, где ей бы пришлось заниматься анальным сексом.
На 2017 год Брэнди Тейлор снялась в 278 порнофильмах. С 2017 года не участвует в студийных съемках порнофильмов, хотя официально о прекращении карьеры не заявляла.

## Личная жизнь
27 сентября 2007 года у Брэнди Тейлор появился второй ребёнок, она родила девочку.

## Премии
- 2006 F.A.M.E. Award — Favorite Rookie Starlet of the Year (вместе с Алектрой Блу)[4]